# Afromastax lukolelana
Afromastax lukolelana är en insektsart som beskrevs av Marius Descamps 1977. Afromastax lukolelana ingår i släktet Afromastax och familjen Thericleidae. Inga underarter finns listade i Catalogue of Life.